# لنینسکی (شهرستان ایگلینسکی، باشقیرستان)
لنینسکی (انگلیسی: Leninsky, Iglinsky District, Republic of Bashkortostan) یک شهرک در شهرستان ایگلینسکی استان باشقیرستان کشور روسیه است.